# Morceau de concours de Debussy
Morceau de concours, ou Pièce pour piano, est une courte pièce pour piano de Claude Debussy composée en 1904.

## Présentation
Morceau de concours, également connu sous le nom de Pièce pour piano, est composé en 1904 pour un concours organisé par la revue Musica pour son supplément musical, l'Album Musica no 28, publié en janvier 1905 par les Éditions Pierre Lafitte,. 
Le concours organisé par la revue consistait en la publication de six morceaux anonymes, à charge pour les abonnés et lecteurs de deviner le nom des compositeurs proposés parmi une liste de dix-huit noms. Les auteurs à identifier étaient, outre Claude Debussy, Jules Massenet, Cécile Chaminade, Camille Saint-Saëns, Rodolphe Berger et Gaston Serpette. Après Massenet (304 fois), Debussy (dont le morceau portait le no 6) fut le plus souvent deviné (218 fois),.   
La partition est par la suite publiée par Durand, en 1980, puis Henle, en 1997,.   

## Analyse
Morceau de concours est une courte pièce, de vingt-sept mesures, dont les premières et dernières sont des esquisses du Diable dans le beffroi.
Pour Guy Sacre, le « ton de la piécette (qui finit, sur un pied de nez, en la bémol) préfigure le persiflage des préludes « anglais ». On sourira aussi de la « marque de fabrique » débonnairement glissée au milieu du morceau, dans ce passage où les deux mains à l'unisson jouent coup sur coup les deux transpositions de l'inévitable gamme par tons ! ».
La durée d'exécution moyenne de la pièce est d'une minute environ.
Dans le catalogue des œuvres du compositeur établi par le musicologue François Lesure, Morceau de concours porte le numéro L 117 (108) .

## Discographie
- Debussy : Piano works Vol. 5, François-Joël Thiollier (piano), Naxos 8.553294, 2001[4].
- Debussy : Complete Works for Piano, Volume 3, Jean-Efflam Bavouzet (piano), Chandos Records CHAN 10467, 2008[5].
- Debussy : The Solo Piano Works, Noriko Ogawa (piano), BIS Records CD 1955/56, 2012[6].
- Claude Debussy : The complete works, CD 2, Aldo Ciccolini (piano), Warner Classics, 2018[7].
- Debussy : Early and late piano pieces, Steven Osborne (piano), Hyperion Records CDA 68390, 2022[8].